# 高塚奈央子
高塚 奈央子（たかつか なおこ、1981年5月7日 - ）は、アスクマネージメント（テレビ朝日アスク）所属のフリーアナウンサーである。

## 来歴・人物
静岡県御前崎市出身。趣味はマリンスポーツ、ゴルフ。潜水士、防災士の資格を保有。
静岡県立榛原高等学校、神奈川大学経済学部を卒業後、2004年、高知放送（RKC）に入社、同局で地上デジタル放送推進大使を務めた。2007年3月30日をもってRKCを退社。同年4月より地元である静岡放送（SBS）に移籍、2010年3月31日をもってSBSを退社、フリーになる。2011年に結婚。

## フリー時代の担当番組

### テレビ
リポーター（すべてテレビ朝日）
- 2010年4月29日・5月5日放送「やじうまプラス」「やじプラ“肝心”帳」
- 2010年11月9日放送「スーパーモーニング」「スパモニ情報局～知っ得 沖縄新発見！人材教育は母なる海で」
- 2013年6月13日・8月9日・9月5日、18日、19日、24日・10月8日、15日・11月5日、12日、19日放送の「ワイド!スクランブル」

CM出演
- 2013年7月～「ひかり法律事務所」のテレビＣＭに出演。

## SBS時代の担当番組
テレビ
- とく報!4時ら（リポーター、2007年10月 - 2009年3月）
- SBSイブニングeye（フィールドキャスター、2009年4月 - 2010年3月）

ラジオ
- 夕焼けワイド（金曜準レギュラー、2007年4月 - 2007年9月）
- GOGOワイド くんちゃんのらぶらじ（2007年10月5日 - 2010年4月2日）
- 大槻彰の健康がいっぱい（2009年4月 - 2010年3月）

## RKC時代の担当番組
テレビ
- どっきん!てれび
- こうちeye
- ごじでぱ
- 朝だ!生です旅サラダ中継リポーター
- ニュースの女王決定戦（2005年、2006年）

ラジオ
- おはようMUSIC